# 1977 en Nouvelle-Écosse
Chronologie de la Nouvelle-Écosse
- 1973
- 1974
- 1975
- 1976
- 1977
- 1978
- 1979
- 1980
- 1981

Cette page concerne des événements survenus en 1977 dans la province canadienne de la Nouvelle-Écosse.

## Politique
- Premier ministre : Gerald Regan
- Chef de l'Opposition :
- Lieutenant-gouverneur : Clarence L. Gosse
- Législature :

## Naissances

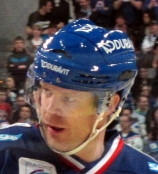
Craig Macdonald.

- 7 avril : Craig MacDonald (né à Antigonish), joueur professionnel de hockey sur glace canadien[1].
- 17 octobre : Laura Regan, actrice canadienne née à Halifax.